# Rössing Uranium Limited
Rössing Uranium (fälschlicherweise häufig als Rossing bezeichnet) ist ein Bergbauunternehmen in Namibia. Es betreibt vor allem die Rössing-Mine 60 km außerhalb von Swakopmund, den größten Urantagebau der Welt.
Anteilseigner war jahrelang in Hand der Rio Tinto Group (69 %) auch der namibische Staat (3 %) sowie das Iranische Auslandsinvestitionsunternehmen (15 %) und die Industrie-Entwicklungs-Gesellschaft (IDC) aus Südafrika (10 %). Seit Juli 2019 ist der Mehrheitsanteil von Rio Tinto (68,62 %) in Besitz der chinesischen China National Uranium Corporation Limited.
Mit mehr als 1150 Mitarbeitern und einem Umsatz von knapp N$ 2,4 Milliarden (2013: 2,9 Milliarden; 2011: 2,326 Milliarden; 2010: 4,2 Milliarden) zählt Rössing zu den größten Unternehmen des Landes. 2009 auf 2010 und 2011 auf 2012 ging der Umsatz aufgrund der Weltwirtschaftskrise um jeweils etwa eine Milliarde Namibia-Dollar zurück. In 2008 hat Rössung Uranium 4108 tU gefördert und nahm damit weltweit den dritten Platz ein. 2009 stieg die Förderung leicht auf 4150 tU. 2010 und 2011 sank die Produktion entscheidend und konnte 2012 auf 2699 tU gesteigert werden.